# HMS Emperor of India (1913)
HMS Emperor of India var ett slagskepp i Iron Duke-klassen i Royal Navy. Hon skulle ursprungligen ha fått namnet Delhi men det ändrades innan hon blev färdig för att hedra kung George V, som också var kejsare av Indien. Fartyget kölsträcktes den 31 maj 1912 vid Vickers varv och sjösattes den 27 november 1913. Fartyget togs i bruk ett år senare, i november 1914, strax efter att första världskriget började. Hon var beväpnad med ett huvudbatteri med tio 13,5-tums kanoner och hade en toppfart på 21,25 knop (39,36 km/h).
När Emperor of India togs i bruk placerades fartyget i den 4:e stridsskvadronen i Grand Fleet, baserad i Scapa Flow. Hon deltog i ett stort antal insatser i norra Nordsjön för att understödja blockaden av Tyskland, tillsammans med frekventa övningar. Emperor of India genomgick en ombyggnad i slutet av maj 1916, så hon var inte tillgänglig för Skagerrakslaget. Den ökade faran från ubåtar ledde till att både Grand Fleet och den tyska Högsjöflottan följde mer försiktiga strategier efter slaget, vilket ledde till ett mindre händelserikt krig.
Efter kriget placerades Emperor of India i Medelhavsflottan, där hon deltog i det allierade ingripandet i det ryska inbördeskriget i Svarta havet 1919–1921. Hon stannade kvar i Medelhavet fram till 1926, då hon överfördes till Atlantflottan. Enligt Londonfördraget från 1930 skulle Emperor of India och hennes tre systerfartyg avrustas. År 1931 genomgick hon och Marlborough en rad vapentester som visade sig vara mycket fördelaktiga för framtida brittiska slagskeppsdesign. Emperor of India såldes slutligen för skrotning i februari 1932.

## Design

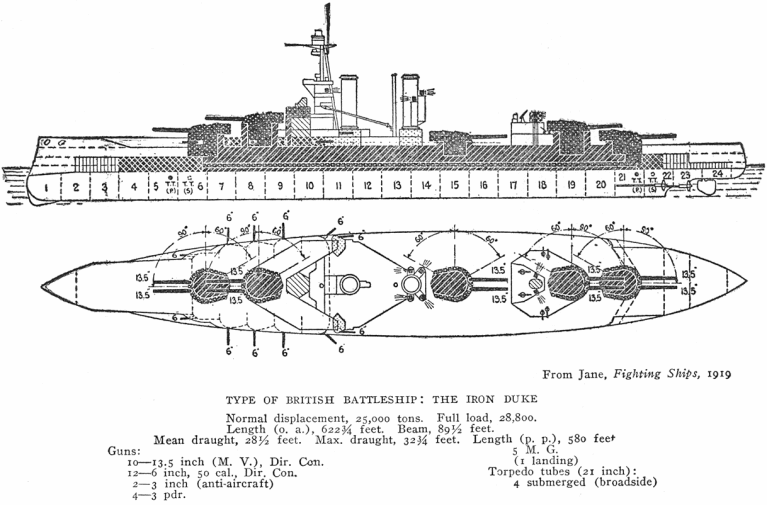
Ritning som visar ett Iron Duke-klass slagskepp, från Jane's Fighting Ships 1919.

De fyra slagskeppen i Iron Duke-klassen beställdes i 1911 års byggprogram och var en stegvis förbättring jämfört med den föregående King George V-klassen. Den främsta förändringen mellan de två designerna var att de nyare fartygen hade ett tyngre sekundärbatteri. Emperor of India var 190 meter lång totalt och hade en bredd på 27 meter och ett genomsnittligt djupgående på 9 meter. Hon hade ett deplacement av 25 400 ton nybyggd och upp till 30 030 ton vid full last. Hennes framdrivningssystem bestod av fyra Parsonturbiner, med ånga från arton Babcock & Wilcox-pannor. Motorerna hade en effekt på 29 000 shp (21 625 kW) och gav en toppfart på 21,25 knop (39 km/h). Hennes räckvidd var 7 800 nautiska mil (14 446 km) vid en hastighet på 10 knop (19 km/h). Emperor of India hade en besättning på 995 officerare och sjömän, men under krigstid växte denna besättning till 1 022 personer.
Emperor of India var beväpnad med ett huvudbatteri med tio BL 34,3 cm Mk V-kanoner monterade i fem dubbeltorn. De var placerade i två par, ett i fören och ett i aktern; det femte tornet var placerat midskepps, mellan skorstenarna och den bakre överbyggnaden. Försvar mot torpedbåtar tillhandahölls av ett sekundärt batteri med tolv BL 15,2 cm Mk VII-kanoner. Fartyget var också utrustat med ett par QF 7,6 cm luftvärnskanoner och fyra 47 mm kanoner. Som var typiskt för slagskepp under perioden var hon utrustad med två 53,3 cm torpedtuber nedsänkta på vardera sida.
Emperor of India skyddades av ett huvudpansarbälte som var 305 mm tjockt över fartygets ammunitionsmagasin och maskin- och pannrum och som reducerades till 102 mm vid fören och aktern. Däcket var 64 mm tjockt vid fartygets centrala delar och reducerat till 25 mm på resten.

## Tjänstgöring

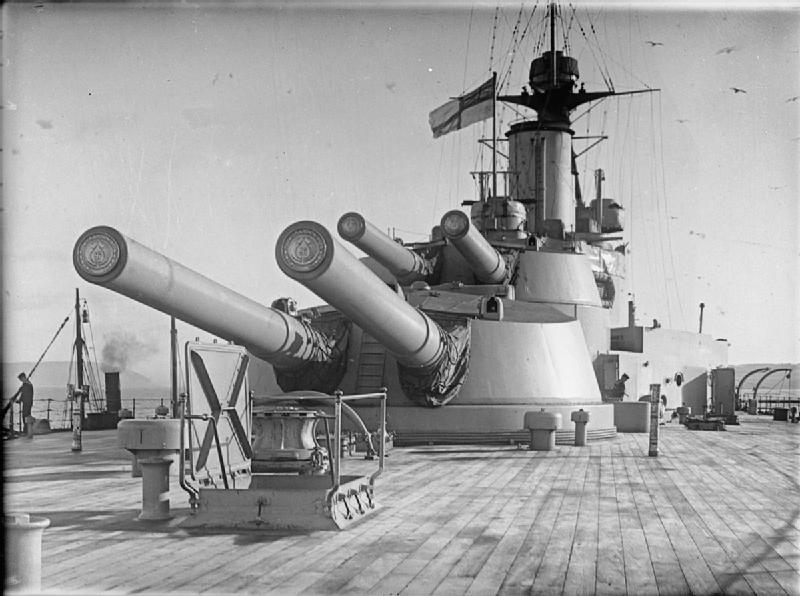
De bakre huvudkanontornen på Emperor of India.

Emperor of India kölsträcktes på Vickers varv den 31 maj 1912 och skulle ursprungligen ha fått namnet Delhi. Hon sjösattes den 27 november 1913 och döptes till Emperor of India. Fartyget togs i bruk i Royal Navy's Grand Fleet under amiral John Jellicoe i november 1914 för sjötester, tre månader efter första världskrigets utbrott. Följande månad tilldelades hon 4:e stridsskvadronen som 2:a divisionens flaggskepp, där hon tjänstgjorde under krigets två första år. Den 1 december påbörjade Emperor of India och hennes systerfartyg Benbow tester hos den 4:e skvadronen innan de förklarades lämpliga för tjänstgöring i flottan den 10 december. Under denna period avlägsnades de bakre 15,2 cm kanonerna från de fyra fartygen i Iron Duke-klassen och deras kasematter förseglades, eftersom de låg för lågt i skrovet och möjliggjorde att vatten kontinuerligt kunde tränga in i fartyget.

### Första världskriget
Den 23–24 december genomförde 4:e och 2:a skvadronen skjutövningar norr om Hebriderna. Ytterligare en omgång skjutövningar följde den 10–13 januari 1915 väster om Orkney- och Shetlandsöarna, den här gången med hela flottan. På kvällen den 23 januari understödde huvuddelen av Grand Fleet Beattys slagkryssarflotta, men huvudflottan fick ingen stridskontakt i slaget vid Doggers Bank som ägde rum dagen därpå. Den 7–10 mars genomförde Grand Fleet en ny kryssning i norra Nordsjön, under vilken den genomförde olika manövrar. Ytterligare en sådan kryssning ägde rum den 16–19 mars. Den 11 april genomförde Grand Fleet en patrullering i centrala Nordsjön och återvände till hamn den 14 april. Ytterligare en patrullering i området ägde rum den 17–19 april, följt av övningar utanför Shetland den 20–21 april.
Den 17–19 maj genomförde Grand Fleet en patrullering i centrala Nordsjön utan att stöta på några tyska fartyg. I mitten av juni genomförde flottan ytterligare en omgång övningar. Den 2–5 september genomförde flottan ytterligare en kryssning i norra delen av Nordsjön. Den 13 oktober genomförde majoriteten av flottan ytterligare en patrullering i Nordsjön och återvände till hamn den 15:e. Den 2–5 november deltog Emperor of India i ytterligare en flotttövning väster om Orkneyöarna. Ytterligare en sådan övning ägde rum den 1–4 december.
Rutinen med övningar fortsatte i januari. Flottan påbörjade en kryssning i Nordsjön den 26 februari; Jellicoe hade tänkt använda Harwich-styrkan för att söka igenom Helgolandsbukten, men dåligt väder förhindrade operationer i södra Nordsjön. Därför begränsades operationen till den norra delen. Natten till den 25 mars seglade Emperor of India och resten av flottan från Scapa Flow för att stödja slagkryssarflottan och andra lätta styrkor som gjorde en räd mot den tyska basen för zeppelinare i Tondern. När Grand Fleet närmade sig området den 26 mars hade de brittiska och tyska styrkorna redan dragit sig ur och en hård storm hotade de lätta fartygen. Iron Duke, flottans flaggskepp, ledde jagarna tillbaka till Scapa Flow medan Emperor of India och resten av flottan drog sig tillbaka på egen hand.

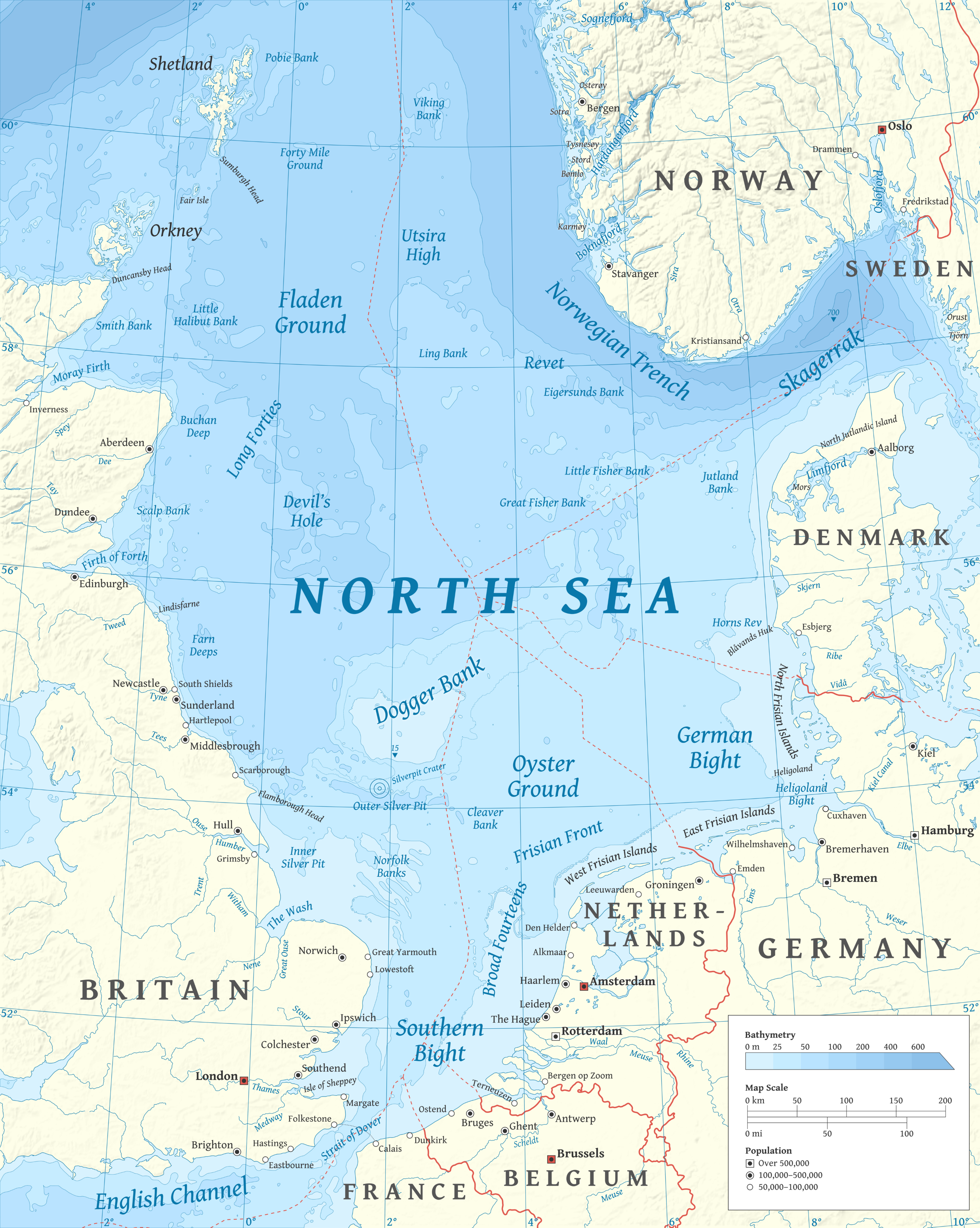
Karta över Nordsjön.

Den 21 april genomförde Grand Fleet en aktion utanför Horns rev för att distrahera den tyska flottan medan den ryska flottan lade om sina defensiva minfält i Östersjön. Flottan återvände till Scapa Flow den 24 april och bunkrade innan den fortsatte söderut som svar på underrättelserapporter om att tyskarna var på väg att inleda en räd mot Lowestoft. Grand Fleet anlände dock inte till området förrän efter det att den tyska Högsjöflottan hade dragit sig tillbaka. Den 2–4 maj genomförde flottan ytterligare en aktion utanför Horns rev för att hålla tyskarnas uppmärksamhet fokuserad på Nordsjön. Emperor of India var inte tillgänglig för Skagerrakslaget 31 maj–1 juni, eftersom hon genomgick en ombyggnad. Efter slaget överfördes hon till 1:a stridsskvadronen, där hon återigen tjänstgjorde som den 2:a divisionens flaggskepp.
Den 18 augusti gav sig tyskarna återigen ut, denna gång för att attackera Sunderland. Viceamiral Reinhard Scheer, den tyske flottiljchefen, hoppades kunna locka fram Beattys slagkryssare och förstöra dem. Den brittiska signalspaningen dekrypterade tyska radiomeddelanden, vilket gav Jellicoe tillräckligt med tid för att sätta in Grand Fleet i ett försök att inleda ett avgörande slag. Båda sidor drog sig dock tillbaka efter att motståndarnas ubåtar tillfogat förluster under striden den 19 augusti 1916: de brittiska kryssarna Nottingham och Falmouth torpederades och sänktes båda av tyska ubåtar, och det tyska slagskeppet SMS Westfalen skadades av den brittiska ubåten E23. Efter att ha återvänt till hamnen utfärdade Jellicoe en order som förbjöd att riskera flottan i den södra halvan av Nordsjön på grund av den överväldigande risken från minor och ubåtar. Efter utredningen av Skagerrakslaget konstaterade Royal Navy att däcksskyddet var otillräckligt på alla dess slagskepp och slagkryssare; som ett resultat av detta fick Emperor of India ytterligare 100 ton pansar monterat över magasinen mellan oktober och december 1916.
En rad mindre ändringar följde under 1917 och 1918; dessa omfattade bland annat installation av större och fler strålkastare. I slutet av 1917 började tyskarna använda jagare och lätta kryssare för att attackera de brittiska konvojerna till Norge; detta tvingade britterna att sätta in slagskepp för att skydda konvojerna. I april 1918 skickades den tyska flottan ut i ett försök att attackera en av de isolerade brittiska eskadrarna, även om konvojen redan hade passerat säkert. Grand Fleet skickades ut för sent för att hitta de retirerande tyskarna, även om slagkryssaren SMS Moltke torpederades och skadades svårt av ubåten E42.
Efter Tysklands kapitulation i november 1918 internerade de allierade större delen av Högsjöflottan i Scapa Flow. Flottan mötte upp med den brittiska lätta kryssaren Cardiff, som ledde fartygen till den allierade flotta som skulle eskortera tyskarna till Scapa Flow. Den massiva flottan bestod av cirka 370 brittiska, amerikanska och franska krigsfartyg. Flottan förblev i internering under de förhandlingar som slutligen ledde till Versaillesfördraget. Reuter trodde att britterna hade för avsikt att beslagta de tyska fartygen den 21 juni 1919, vilket var den tidsfrist som Tyskland skulle ha undertecknat fredsfördraget. Den morgonen lämnade Grand Fleet Scapa Flow för att genomföra övningar, och medan de var borta gav Reuter order om att borra de tyska fartygen i sank.

### Efterkrigstiden

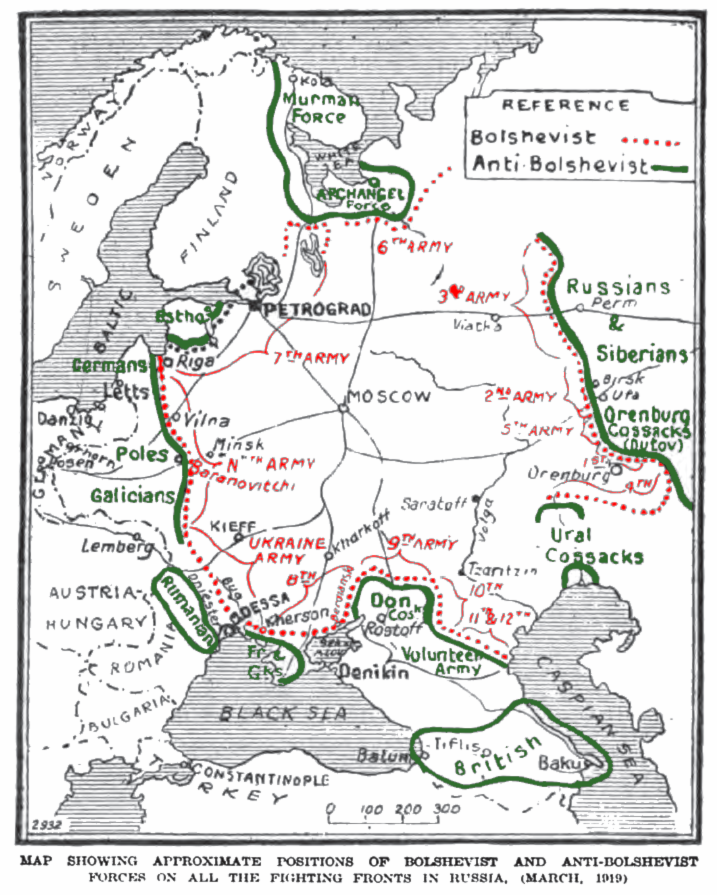
Karta som visar de ungefärliga positionerna för de vita och bolsjevikiska styrkorna i Ryssland 1919.

1919 placerades Emperor of India i Medelhavsflottan, som en del av den 4:e stridsskvadronen, tillsammans med sina tre systerfartyg och två slagskepp av King George V-klassen. Under denna period tjänstgjorde hon i Svarta havet under den allierade interventionen i det ryska inbördeskriget för att stödja de vita styrkorna mot de röda bolsjevikerna. Amiral Edward Hobart Seymour, befälhavare för de brittiska styrkorna i Svarta havet, valde fartyget till sitt flaggskepp den 14 april. Den 5 maj 1919 besköt fartyget bolsjevikiska trupper utanför Feodosija och senare för att störa driften av en järnväg som användes för att förse bolsjevikernas angrepp på hamnen. Den 26 mars 1920 gav Emperor of India eldunderstöd till de evakuerande vita styrkorna utanför Novorossijsk, tillsammans med den franska pansarkryssaren Waldeck-Rousseau. Kort därefter blev Emperor of India beskjuten av ett pansartåg, vilket fick fartyget att lämna hamnen för att segla till Feodosija. Fartyget var också inblandat i observationen av det grek-turkiska kriget 1919–22, vilket innebar stopp i hamnarna i Mitylene och Smyrna.
Hon återvände till Storbritannien för en ombyggnad 1922, då nya långdistansavståndsmätare installerades på X-tornet. Detta följdes av ytterligare en insats i Medelhavsflottan som varade fram till 1926. Under denna period deltog hon i en demonstration i Smyrna mot turkiska krav på att utländska krigsfartyg skulle lämna hamnen. Därefter överfördes hon till Atlantflottan, där hon tjänstgjorde fram till 1930. I maj 1926 genomfördes stabilitetstester med fartyget; dessa utgjorde grunden för ett förslag från 1927 från Director of Naval Construction om att lägga till torpedskydd på de fyra fartygen i Iron Duke-klassen. Förslaget skickades till styrelsen för granskning, men farhågor om det fortsatta värdet av fartygen, som skulle ersättas 1931–32 enligt villkoren i Washingtonfördraget, och kostnaden för ombyggnaden fick styrelsen att avbryta förslaget. Från juli till september 1927 genomgick hon en ombyggnad i Devonport. Hon tjänstgjorde som eskaderns flaggskepp från juni 1929 till januari 1931, då hon avlöstes av Marlborough.
Enligt villkoren i Londonfördraget från 1930 skulle de fyra fartygen i Iron Duke-klassen skrotas eller avrustas. Emperor of India skulle enligt planerna tas ur tjänst 1931 och skrotas. Skeppet gjorde en sista tjänst för flottan genom att tjäna som målfartyg tillsammans med Marlborough. Testerna omfattade beskjutning från jagare på nära håll för att testa deras effektivitet i en nattlig strid, direkta träffar från 34,3 cm granater och bomber fällda från flygplan. De viktigaste testerna för Emperor of India ägde rum i juni utanför Bognor Regis. Hon lämnade Portsmouth den 6 juni och gick på grund på Owers Bank. Bärgningsförsöken visade sig vara fruktlösa och därför beslutade flottan att genomföra testerna där. De utfördes den 10–11 juni tillsammans med hennes systerfartyg Iron Duke, som träffade Emperor of India med tolv 34,3 cm granater under de två dagarna. Den första omgången granater avfyrades från 11 000 meter, medan räckvidden på den andra dagen ökades till 16 000 meter. Hon bärgades senare och såldes för skrotning till Alloa Shipbreaking Co. den 6 februari 1932.
Testerna gav viktiga erfarenheter som införlivades i King George V- och Lion-klasserna och HMS Vanguard. Av särskild betydelse var en granat som träffade Emperor of India på huvudbältets nedre kant och som trängde in i ett av pannrummen där den orsakade enorma skador. Detta visade att det brittiska bältespansarets djup var för grunt, vilket påverkade utformningen av King George V-klassen. Dessutom belyste testerna med Emperor of India och Marlborough svagheterna i däckspansaret i de brittiska slagskeppskonstruktionerna, särskilt över ammunitionsmagasinen, och de andra slagskeppen från första världskriget som fortsatte att tjänstgöra fick ytterligare pansar installerat vid efterföljande moderniseringar på 1930-talet.